# Xylophilus corticalis
Xylophilus corticalis är en skalbaggsart som först beskrevs av Gustaf von Paykull 1800.  Xylophilus corticalis ingår i släktet Xylophilus, och familjen halvknäppare. IUCN kategoriserar arten globalt som livskraftig. Enligt den finländska rödlistan är arten starkt hotad i Finland. Enligt den svenska rödlistan är arten nära hotad i Sverige. Arten förekommer i Götaland, Svealand och Nedre Norrland. Artens livsmiljö är naturlundskogar.